# Christian Lantignotti
Christian Lantignotti (Milánó, 1970. március 18. –) olasz labdarúgó-középpályás.

## Pályafutása

### Klubcsapatokban
Pályafutása során az olasz Serie A-ban az AC Milan, a Reggiana és a Cagliari csapataiban is játszott.

## Sikerei, díjai
AC Milan
- Olasz szuperkupa (1): 1988
- Bajnokok ligája (2): 1988–89, 1989–90
- UEFA-szuperkupa (1): 1989
- Interkontinentális kupa (1): 1989